# Tour des Flandres 2015
La 99e édition du Tour des Flandres a eu lieu le 5 avril 2015. C'est la huitième épreuve de l'UCI World Tour 2015.
L'épreuve a été remportée lors d'un sprint à deux par le Norvégien Alexander Kristoff (Katusha) devant le Néerlandais Niki Terpstra (Etixx-Quick Step) et sept secondes devant le Belge Greg Van Avermaet (BMC Racing).

## Présentation
Ce Tour des Flandres est la troisième des quatre classiques flandriennes inscrites à l'UCI World Tour ainsi que le deuxième monument après Milan-San Remo. La course se déroule une semaine après Gand-Wevelgem et une semaine avant Paris-Roubaix.

### Parcours
Le parcours a été dévoilé le 25 novembre 2014. Avec 264 kilomètres, il s'agit de la plus longue édition depuis 2001. 
- - Premier tour de circuit
  - Transition vers le deuxième tour de circuit
Note: Oudenaarde est le nom néerlandais d'Audenarde et Ronse celui de Renaix
- - Deuxième tour de circuit
  - Final

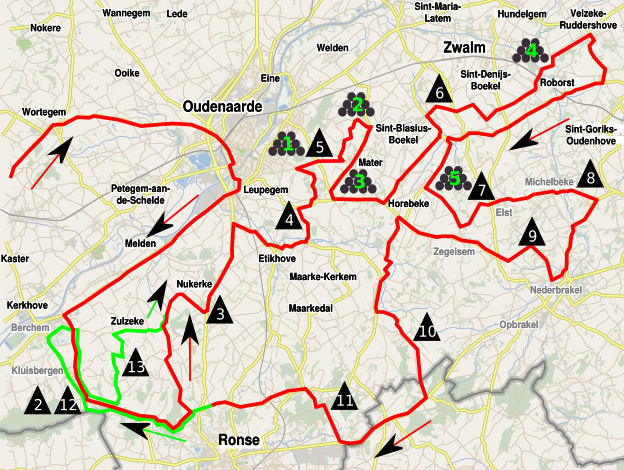
Note: Oudenaarde est le nom néerlandais d'Audenarde et Ronse celui de Renaix
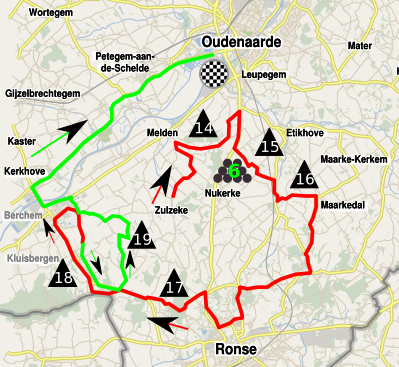

Dix-neuf monts sont au programme de cette édition, pour la plupart recouverts de pavés :
| Mont | Nom             | Km    | Revêtement | Longueur (m) | Pente moyenne | Km de l'arrivée |
| ---- | --------------- | ----- | ---------- | ------------ | ------------- | --------------- |
| 1    | Tiegemberg      | 87,3  | asphalte   | 750          | 5,6 %         | 177             |
| 2    | Vieux Quaremont | 112,9 | pavés      | 2 220        | 4 %           | 152             |
| 3    | Kortekeer (nl)  | 123,2 | asphalte   | 1 000        | 6,4 %         | 141,7           |
| 4    | Eikenberg       | 130,7 | pavés      | 1 300        | 6,2 %         | 134,2           |
| 5    | Wolvenberg      | 133,8 | asphalte   | 666          | 6,8 %         | 131,1           |
| 6    | Molenberg       | 146,5 | pavés      | 463          | 7 %           | 118,4           |
| 7    | Leberg          | 167   | asphalte   | 700          | 6,1 %         | 97,9            |
| 8    | Berendries      | 171,1 | asphalte   | 940          | 7 %           | 93,8            |
| 9    | Valkenberg      | 176,4 | asphalte   | 540          | 8,1 %         | 88,5            |
| 10   | Kaperij (nl)    | 187   | pavés      | 1 250        | 5 %           | 77,9            |
| 11   | Kanarieberg     | 194,4 | asphalte   | 1 000        | 7,7 %         | 70,5            |
| 12   | Vieux Quaremont | 210,3 | pavés      | 2 200        | 4 %           | 54,6            |
| 13   | Paterberg       | 213,7 | pavés      | 360          | 12,9 %        | 51,2            |
| 14   | Koppenberg      | 220,3 | pavés      | 600          | 11,6 %        | 44,6            |
| 15   | Steenbeekdries  | 225,7 | asphalte   | 700          | 5,3 %         | 39,2            |
| 16   | Taaienberg      | 228,2 | pavés      | 530          | 6,6 %         | 36,7            |
| 17   | Kruisberg       | 238,4 | asphalte   | 2 500        | 5 %           | 26,5            |
| 18   | Vieux Quaremont | 248,2 | pavés      | 2 200        | 4 %           | 16,7            |
| 19   | Paterberg       | 251,7 | pavés      | 360          | 12,9 %        | 13,2            |

En plus des traditionnels monts, il y a six secteurs pavés répartis sur 90 km :
| Secteur | Nom                | Km    | Longueur (m) | Km de l'arrivée |
| ------- | ------------------ | ----- | ------------ | --------------- |
| 1       | Ruitersstraat (nl) | 133,9 | 800          | 131             |
| 2       | Kerkgate           | 137,2 | 2 650        | 127,7           |
| 3       | Holleweg (nl)      | 139,8 | 350          | 125,1           |
| 4       | Paddestraat        | 151,5 | 2 300        | 113,4           |
| 5       | Haaghoek (nl)      | 164   | 2 000        | 100,9           |
| 6       | Mariaborrestraat   | 224,4 | 2 000        | 40,5            |

### Équipes
Vingt-cinq équipes participent à ce Tour des Flandres - dix-sept WorldTeams et huit équipes continentales professionnelles :
| WorldTeams (17)- AG2R La Mondiale - Astana - BMC Racing Team - Cannondale-Garmin - Etixx-Quick Step - FDJ - Giant-Alpecin - IAM Cycling - Katusha - Lampre-Merida - Lotto NL-Jumbo - Lotto-Soudal - Movistar Team - Orica-GreenEDGE - Sky - Tinkoff-Saxo - Trek Factory Racing Équipes continentales professionnelles (8)- Androni Giocattoli-Sidermec - Bora-Argon 18 - Cofidis, Solutions Crédits - Europcar - MTN-Qhubeka - Roompot Oranje Peloton - Topsport Vlaanderen-Baloise - Wanty-Groupe Gobert |
| |

### Favoris
En l'absence des deux gros favoris, le Belge Tom Boonen (Etixx-Quick Step) et le Suisse Fabian Cancellara (Trek Factory Racing), l'édition 2015 du Tour des Flandres est bien plus ouverte que les précédentes. Ainsi, la liste des vainqueurs potentiels s'est considérablement élargie, avec la présence du Slovaque Peter Sagan (Tinkoff-Saxo), du Tchèque Zdeněk Štybar (Etixx-Quick Step) et de son coéquipier le Néerlandais Niki Terpstra, du Belge Jürgen Roelandts (Lotto-Soudal), auteur d'un échappée en solitaire sur les routes de Gand-Wevelgem une semaine plus tôt, du vainqueur du Grand Prix E3 le Britannique Geraint Thomas (Sky) ainsi que du vainqueur de Gand-Wevelgem, l'Italien Luca Paolini (Katusha) et son coéquipier le Norvégien Alexander Kristoff.

## Classements

### Classement final
| \| Classement général \| Classement général \| Classement général \| Classement général \| Classement général \| \| Coureur \| Coureur \| Pays \| Équipe \| Temps \| \| ------------------ \| ------------------ \| ------------------ \| ------------------- \| ------------------ \| \| 1er \| Alexander Kristoff \| Norvège \| Katusha \| 6 h 26 min 32 s \| \| 2e \| Niki Terpstra \| Pays-Bas \| Etixx-Quick Step \| + 0 s \| \| 3e \| Greg Van Avermaet \| Belgique \| BMC Racing Team \| + 7 s \| \| 4e \| Peter Sagan \| Slovaquie \| Tinkoff-Saxo \| + 16 s \| \| 5e \| Tiesj Benoot \| Belgique \| Lotto-Soudal \| + 36 s \| \| 6e \| Lars Boom \| Pays-Bas \| Astana \| + 36 s \| \| 7e \| John Degenkolb \| Allemagne \| Giant-Alpecin \| + 49 s \| \| 8e \| Jürgen Roelandts \| Belgique \| Lotto-Soudal \| + 49 s \| \| 9e \| Zdeněk Štybar \| Tchéquie \| Etixx-Quick Step \| + 49 s \| \| 10e \| Martin Elmiger \| Suisse \| IAM Cycling \| + 49 s \| \| 11e \| Daniel Oss \| Italie \| BMC Racing Team \| + 49 s \| \| 12e \| Filippo Pozzato \| Italie \| Lampre-Merida \| + 49 s \| \| 13e \| Stijn Devolder \| Belgique \| Trek Factory Racing \| + 49 s \| \| 14e \| Geraint Thomas \| Royaume-Uni \| Team Sky \| + 49 s \| \| 15e \| André Greipel \| Allemagne \| Lotto-Soudal \| + 2 min 28 s \| \| 16e \| Marcus Burghardt \| Allemagne \| BMC Racing Team \| + 2 min 28 s \| \| 17e \| Laurens De Vreese \| Belgique \| Astana \| + 2 min 28 s \| \| 18e \| Marco Marcato \| Italie \| Wanty-Groupe Gobert \| + 2 min 28 s \| \| 19e \| Jens Keukeleire \| Belgique \| Orica-GreenEDGE \| + 2 min 28 s \| \| 20e \| Nélson Oliveira \| Portugal \| Lampre-Merida \| + 2 min 34 s \| |                    |             |                     |                 |
| |                    |             |                     |                 |
| Sources : ProCyclingStats Cycling Archives |                    |             |                     |                 |
| Classement général |                    |             |                     |                 |
| Coureur | Coureur            | Pays        | Équipe              | Temps           |
| 1er | Alexander Kristoff | Norvège     | Katusha             | 6 h 26 min 32 s |
| 2e | Niki Terpstra      | Pays-Bas    | Etixx-Quick Step    | + 0 s           |
| 3e | Greg Van Avermaet  | Belgique    | BMC Racing Team     | + 7 s           |
| 4e | Peter Sagan        | Slovaquie   | Tinkoff-Saxo        | + 16 s          |
| 5e | Tiesj Benoot       | Belgique    | Lotto-Soudal        | + 36 s          |
| 6e | Lars Boom          | Pays-Bas    | Astana              | + 36 s          |
| 7e | John Degenkolb     | Allemagne   | Giant-Alpecin       | + 49 s          |
| 8e | Jürgen Roelandts   | Belgique    | Lotto-Soudal        | + 49 s          |
| 9e | Zdeněk Štybar      | Tchéquie    | Etixx-Quick Step    | + 49 s          |
| 10e | Martin Elmiger     | Suisse      | IAM Cycling         | + 49 s          |
| 11e | Daniel Oss         | Italie      | BMC Racing Team     | + 49 s          |
| 12e | Filippo Pozzato    | Italie      | Lampre-Merida       | + 49 s          |
| 13e | Stijn Devolder     | Belgique    | Trek Factory Racing | + 49 s          |
| 14e | Geraint Thomas     | Royaume-Uni | Team Sky            | + 49 s          |
| 15e | André Greipel      | Allemagne   | Lotto-Soudal        | + 2 min 28 s    |
| 16e | Marcus Burghardt   | Allemagne   | BMC Racing Team     | + 2 min 28 s    |
| 17e | Laurens De Vreese  | Belgique    | Astana              | + 2 min 28 s    |
| 18e | Marco Marcato      | Italie      | Wanty-Groupe Gobert | + 2 min 28 s    |
| 19e | Jens Keukeleire    | Belgique    | Orica-GreenEDGE     | + 2 min 28 s    |
| 20e | Nélson Oliveira    | Portugal    | Lampre-Merida       | + 2 min 34 s    |

### UCI World Tour
Ce Tour des Flandres attribue des points pour l'UCI World Tour 2015, par équipes uniquement aux équipes ayant un label WorldTeam, individuellement uniquement aux coureurs des équipes ayant un label WorldTeam.
| Position,          | 1er | 2e | 3e | 4e | 5e | 6e | 7e | 8e | 9e | 10e |
| Classement général | 100 | 80 | 70 | 60 | 50 | 40 | 30 | 20 | 10 | 4   |

#### Classement individuel
Ci-dessous, le classement individuel de l'UCI World Tour à l'issue de la course.
| Rang | Coureur            | Équipe           | Points |
| ---- | ------------------ | ---------------- | ------ |
| 1    | Richie Porte       | Sky              | 303    |
| 2    | Alexander Kristoff | Katusha          | 233    |
| 3    | Geraint Thomas     | Sky              | 184    |
| 4    | Niki Terpstra      | Etixx-Quick Step | 140    |
| 5    | Domenico Pozzovivo | AG2R La Mondiale | 136    |
| 6    | Peter Sagan        | Tinkoff-Saxo     | 136    |
| 7    | Rigoberto Urán     | Etixx-Quick Step | 133    |
| 8    | John Degenkolb     | Giant-Alpecin    | 132    |
| 9    | Rohan Dennis       | BMC Racing       | 114    |
| 10   | Alberto Contador   | Tinkoff-Saxo     | 114    |

#### Classement par pays
Ci-dessous, le classement par pays de l'UCI World Tour à l'issue de la course.
| Rang | Pays        | Points |
| ---- | ----------- | ------ |
| 1    | Australie   | 578    |
| 2    | Pays-Bas    | 365    |
| 3    | Italie      | 359    |
| 4    | Espagne     | 337    |
| 5    | Colombie    | 280    |
| 6    | Belgique    | 268    |
| 7    | Norvège     | 233    |
| 8    | Royaume-Uni | 194    |
| 9    | Allemagne   | 141    |
| 10   | Slovaquie   | 136    |

#### Classement par équipes
Ci-dessous, le classement par équipes de l'UCI World Tour à l'issue de la course.
| Rang | Équipe           | Points |
| ---- | ---------------- | ------ |
| 1    | Sky              | 525    |
| 2    | Etixx-Quick Step | 484    |
| 3    | Katusha          | 403    |
| 4    | BMC Racing       | 310    |
| 5    | Movistar         | 298    |
| 6    | Tinkoff-Saxo     | 278    |
| 7    | Lotto-Soudal     | 198    |
| 8    | Giant-Alpecin    | 196    |
| 9    | Lampre-Merida    | 187    |
| 10   | AG2R La Mondiale | 139    |

## Liste des participants
- Liste de départ complète

| Légende | Légende                                                                    | Légende | Légende                                                    |
| ------- | -------------------------------------------------------------------------- | ------- | ---------------------------------------------------------- |
| Num     | Dossard de départ porté par le coureur sur ce Tour des Flandres            | Pos     | Position à l'arrivée de la course                          |
|         | Indique un maillot de champion national ou mondial, suivi de sa spécialité | NP      | Indique un coureur qui n'a pas pris le départ de la course |
| AB      | Indique un coureur qui n'a pas terminé la course                           | HD      | Indique un coureur qui a terminé la course hors des délais |

| Trek Factory Racing TFR        | Trek Factory Racing TFR | Trek Factory Racing TFR |
| ------------------------------ | ----------------------- | ----------------------- |
| Num                            | Coureur                 | Pos                     |
| 1                              | Stijn Devolder (BEL)    | 13e                     |
| 2                              | Markel Irizar (ESP)     | 100e                    |
| 3                              | Yaroslav Popovych (UKR) | AB                      |
| 4                              | Grégory Rast (SUI)      | 29e                     |
| 5                              | Hayden Roulston (NZL)   | 65e                     |
| 6                              | Jesse Sergent (NZL)     | AB                      |
| 7                              | Jasper Stuyven (BEL)    | 32e                     |
| 8                              | Fumiyuki Beppu (JPN)    | AB                      |
| Directeur sportif : Dirk Demol |                         |                         |

| Etixx-Quick Step EQS                 | Etixx-Quick Step EQS           | Etixx-Quick Step EQS |
| ------------------------------------ | ------------------------------ | -------------------- |
| Num                                  | Coureur                        | Pos                  |
| 11                                   | Niki Terpstra (NED)            | 2e                   |
| 12                                   | Iljo Keisse (BEL)              | 83e                  |
| 13                                   | Yves Lampaert (BEL)            | 24e                  |
| 14                                   | Nikolas Maes (BEL)             | 97e                  |
| 15                                   | Zdeněk Štybar (CZE) (Route)    | 9e                   |
| 16                                   | Matteo Trentin (ITA)           | 88e                  |
| 17                                   | Guillaume Van Keirsbulck (BEL) | 46e                  |
| 18                                   | Stijn Vandenbergh (BEL)        | 51e                  |
| Directeur sportif : Wilfried Peeters |                                |                      |

| Lotto-Soudal LTS                  | Lotto-Soudal LTS               | Lotto-Soudal LTS |
| --------------------------------- | ------------------------------ | ---------------- |
| Num                               | Coureur                        | Pos              |
| 21                                | Jürgen Roelandts (BEL)         | 8e               |
| 22                                | Lars Bak (DEN)                 | AB               |
| 23                                | Tiesj Benoot (BEL)             | 5e               |
| 24                                | Sean De Bie (BEL)              | AB               |
| 25                                | Stig Broeckx (BEL)             | 109e             |
| 26                                | Jens Debusschere (BEL) (Route) | 25e              |
| 27                                | André Greipel (GER) (Route)    | 15e              |
| 28                                | Marcel Sieberg (GER)           | 62e              |
| Directeur sportif : Herman Frison |                                |                  |

| AG2R La Mondiale ALM              | AG2R La Mondiale ALM     | AG2R La Mondiale ALM |
| --------------------------------- | ------------------------ | -------------------- |
| Num                               | Coureur                  | Pos                  |
| 31                                | Johan Vansummeren (BEL)  | 105e                 |
| 32                                | Gediminas Bagdonas (LTU) | AB                   |
| 33                                | Damien Gaudin (FRA)      | 123e                 |
| 34                                | Alexis Gougeard (FRA)    | AB                   |
| 35                                | Hugo Houle (CAN)         | 94e                  |
| 36                                | Quentin Jauregui (FRA)   | AB                   |
| 37                                | Sébastien Minard (FRA)   | 89e                  |
| 38                                | Sébastien Turgot (FRA)   | AB                   |
| Directeur sportif : Julien Jurdie |                          |                      |

| Astana AST                         | Astana AST              | Astana AST |
| ---------------------------------- | ----------------------- | ---------- |
| Num                                | Coureur                 | Pos        |
| 41                                 | Lars Boom (NED)         | 6e         |
| 42                                 | Borut Božič (SLO)       | 36e        |
| 43                                 | Laurens De Vreese (BEL) | 17e        |
| 44                                 | Maxat Ayazbayev (KAZ)   | 40e        |
| 45                                 | Andriy Grivko (UKR)     | 38e        |
| 46                                 | Dmitriy Gruzdev (KAZ)   | 60e        |
| 47                                 | Alexey Lutsenko (KAZ)   | 22e        |
| 48                                 | Ruslan Tleubayev (KAZ)  | 115e       |
| Directeur sportif : Stefano Zanini |                         |            |

| BMC Racing BMC                   | BMC Racing BMC          | BMC Racing BMC |
| -------------------------------- | ----------------------- | -------------- |
| Num                              | Coureur                 | Pos            |
| 51                               | Greg Van Avermaet (BEL) | 3e             |
| 52                               | Marcus Burghardt (GER)  | 16e            |
| 53                               | Silvan Dillier (SUI)    | 61e            |
| 54                               | Jempy Drucker (LUX)     | 28e            |
| 55                               | Daniel Oss (ITA)        | 11e            |
| 56                               | Manuel Quinziato (ITA)  | 49e            |
| 57                               | Michael Schär (SUI)     | 98e            |
| 58                               | Klaas Lodewyck (BEL)    | 86e            |
| Directeur sportif : Valerio Piva |                         |                |

| FDJ                                  | FDJ                         | FDJ  |
| ------------------------------------ | --------------------------- | ---- |
| Num                                  | Coureur                     | Pos  |
| 61                                   | William Bonnet (FRA)        | 132e |
| 62                                   | David Boucher (FRA)         | AB   |
| 63                                   | Mickaël Delage (FRA)        | 63e  |
| 64                                   | Arnaud Démare (FRA) (Route) | 23e  |
| 65                                   | Sébastien Chavanel (FRA)    | AB   |
| 66                                   | Matthieu Ladagnous (FRA)    | AB   |
| 67                                   | Yoann Offredo (FRA)         | 30e  |
| 68                                   | Marc Sarreau (FRA)          | AB   |
| Directeur sportif : Frédéric Guesdon |                             |      |

| IAM                               | IAM                             | IAM |
| --------------------------------- | ------------------------------- | --- |
| Num                               | Coureur                         | Pos |
| 71                                | Sylvain Chavanel (FRA)          | 45e |
| 72                                | Dries Devenyns (BEL)            | 21e |
| 73                                | Martin Elmiger (SUI) (Route)    | 10e |
| 74                                | Heinrich Haussler (AUS) (Route) | 26e |
| 75                                | Reto Hollenstein (SUI)          | AB  |
| 76                                | Roger Kluge (GER)               | AB  |
| 77                                | Vicente Reynés (ESP)            | AB  |
| 78                                | Matthias Brändle (AUT)          | AB  |
| Directeur sportif : Eddy Seigneur |                                 |     |

| Lampre-Merida LAM                | Lampre-Merida LAM             | Lampre-Merida LAM |
| -------------------------------- | ----------------------------- | ----------------- |
| Num                              | Coureur                       | Pos               |
| 81                               | Filippo Pozzato (ITA)         | 12e               |
| 82                               | Niccolò Bonifazio (ITA)       | AB                |
| 83                               | Davide Cimolai (ITA)          | 44e               |
| 84                               | Sacha Modolo (ITA)            | AB                |
| 85                               | Luka Pibernik (SLO)           | 116e              |
| 86                               | Maximiliano Richeze (ARG)     | AB                |
| 87                               | Nélson Oliveira (POR) (Route) | 20e               |
| 88                               | Roberto Ferrari (ITA)         | AB                |
| Directeur sportif : Mario Scirea |                               |                   |

| Movistar MOV                                   | Movistar MOV             | Movistar MOV |
| ---------------------------------------------- | ------------------------ | ------------ |
| Num                                            | Coureur                  | Pos          |
| 91                                             | Imanol Erviti (ESP)      | 119e         |
| 92                                             | John Gadret (FRA)        | AB           |
| 93                                             | Juan José Lobato (ESP)   | AB           |
| 94                                             | Dayer Quintana (COL)     | AB           |
| 95                                             | José Joaquín Rojas (ESP) | 34e          |
| 96                                             | Enrique Sanz (ESP)       | AB           |
| 97                                             | Jasha Sütterlin (GER)    | 84e          |
| 98                                             | Francisco Ventoso (ESP)  | 55e          |
| Directeur sportif : José Vicente García Acosta |                          |              |

| Orica-GreenEDGE OGE                 | Orica-GreenEDGE OGE       | Orica-GreenEDGE OGE |
| ----------------------------------- | ------------------------- | ------------------- |
| Num                                 | Coureur                   | Pos                 |
| 101                                 | Sam Bewley (NZL)          | 125e                |
| 102                                 | Mitchell Docker (AUS)     | 111e                |
| 103                                 | Luke Durbridge (AUS)      | 43e                 |
| 104                                 | Mathew Hayman (AUS)       | 39e                 |
| 105                                 | Adam Blythe (GBR)         | AB                  |
| 106                                 | Jens Keukeleire (BEL)     | 19e                 |
| 107                                 | Leigh Howard (AUS)        | 117e                |
| 108                                 | Magnus Cort Nielsen (DEN) | 102e                |
| Directeur sportif : Laurenzo Lapage |                           |                     |

| Cannondale-Garmin TCG             | Cannondale-Garmin TCG             | Cannondale-Garmin TCG |
| --------------------------------- | --------------------------------- | --------------------- |
| Num                               | Coureur                           | Pos                   |
| 111                               | Jack Bauer (NZL)                  | 56e                   |
| 112                               | Lasse Norman Hansen (DEN)         | 112e                  |
| 113                               | Kristjan Koren (SLO)              | 95e                   |
| 114                               | Sebastian Langeveld (NED) (Route) | 54e                   |
| 115                               | Alan Marangoni (ITA)              | 93e                   |
| 116                               | Kristoffer Skjerping (NOR)        | 127e                  |
| 117                               | Dylan van Baarle (NED)            | 37e                   |
| 118                               | Ruben Zepuntke (GER)              | 113e                  |
| Directeur sportif : Andreas Klier |                                   |                       |

| Giant-Alpecin TGA             | Giant-Alpecin TGA     | Giant-Alpecin TGA |
| ----------------------------- | --------------------- | ----------------- |
| Num                           | Coureur               | Pos               |
| 121                           | John Degenkolb (GER)  | 7e                |
| 122                           | Nikias Arndt (GER)    | 82e               |
| 123                           | Roy Curvers (NED)     | 81e               |
| 124                           | Bert De Backer (BEL)  | 92e               |
| 125                           | Koen de Kort (NED)    | 42e               |
| 126                           | Ramon Sinkeldam (NED) | 59e               |
| 127                           | Albert Timmer (NED)   | AB                |
| 128                           | Zico Waeytens (BEL)   | 31e               |
| Directeur sportif : Marc Reef |                       |                   |

| Katusha KAT                         | Katusha KAT                    | Katusha KAT |
| ----------------------------------- | ------------------------------ | ----------- |
| Num                                 | Coureur                        | Pos         |
| 131                                 | Alexander Kristoff (NOR)       | 1er         |
| 132                                 | Jacopo Guarnieri (ITA)         | AB          |
| 133                                 | Marco Haller (AUT)             | 48e         |
| 134                                 | Viatcheslav Kouznetsov (RUS)   | 33e         |
| 135                                 | Luca Paolini (ITA)             | 52e         |
| 136                                 | Alexander Porsev (RUS) (Route) | 77e         |
| 137                                 | Sven Erik Bystrøm (NOR)        | 80e         |
| 138                                 | Alexey Tsatevitch (RUS)        | 78e         |
| Directeur sportif : Torsten Schmidt |                                |             |

| Lotto NL-Jumbo TLJ            | Lotto NL-Jumbo TLJ       | Lotto NL-Jumbo TLJ |
| ----------------------------- | ------------------------ | ------------------ |
| Num                           | Coureur                  | Pos                |
| 141                           | Sep Vanmarcke (BEL)      | 53e                |
| 142                           | Rick Flens (NED)         | AB                 |
| 143                           | Tom Leezer (NED)         | 71e                |
| 144                           | Bram Tankink (NED)       | AB                 |
| 145                           | Maarten Tjallingii (NED) | 103e               |
| 146                           | Tom Van Asbroeck (BEL)   | 69e                |
| 147                           | Robert Wagner (GER)      | AB                 |
| 148                           | Maarten Wynants (BEL)    | 72e                |
| Directeur sportif : Jan Boven |                          |                    |

| Sky SKY                            | Sky SKY                | Sky SKY |
| ---------------------------------- | ---------------------- | ------- |
| Num                                | Coureur                | Pos     |
| 151                                | Bradley Wiggins (GBR)  | 87e     |
| 152                                | Bernhard Eisel (AUT)   | 99e     |
| 153                                | Elia Viviani (ITA)     | AB      |
| 154                                | Christian Knees (GER)  | AB      |
| 155                                | Salvatore Puccio (ITA) | AB      |
| 156                                | Luke Rowe (GBR)        | 50e     |
| 157                                | Ian Stannard (GBR)     | 57e     |
| 158                                | Geraint Thomas (GBR)   | 14e     |
| Directeur sportif : Servais Knaven |                        |         |

| Tinkoff-Saxo TCS                    | Tinkoff-Saxo TCS              | Tinkoff-Saxo TCS |
| ----------------------------------- | ----------------------------- | ---------------- |
| Num                                 | Coureur                       | Pos              |
| 161                                 | Peter Sagan (SVK) (Route)     | 4e               |
| 162                                 | Maciej Bodnar (POL)           | AB               |
| 163                                 | Matti Breschel (DEN)          | 73e              |
| 164                                 | Christopher Juul Jensen (DEN) | 96e              |
| 165                                 | Michael Mørkøv (DEN)          | AB               |
| 166                                 | Pavel Brutt (RUS)             | 122e             |
| 167                                 | Matteo Tosatto (ITA)          | 101e             |
| 168                                 | Nikolay Trusov (RUS)          | AB               |
| Directeur sportif : Tristan Hoffman |                               |                  |

| Androni Giocattoli-Sidermec AND     | Androni Giocattoli-Sidermec AND | Androni Giocattoli-Sidermec AND |
| ----------------------------------- | ------------------------------- | ------------------------------- |
| Num                                 | Coureur                         | Pos                             |
| 171                                 | Oscar Gatto (ITA)               | 47e                             |
| 172                                 | Marco Bandiera (ITA)            | 68e                             |
| 173                                 | Francesco Chicchi (ITA)         | AB                              |
| 174                                 | Tiziano Dall'Antonia (ITA)      | AB                              |
| 175                                 | Marco Frapporti (ITA)           | AB                              |
| 176                                 | Alberto Nardin (ITA)            | AB                              |
| 177                                 | František Padour (CZE)          | AB                              |
| 178                                 | Fabio Taborre (ITA)             | AB                              |
| Directeur sportif : Giovanni Ellena |                                 |                                 |

| Bora-Argon 18 BOA                    | Bora-Argon 18 BOA         | Bora-Argon 18 BOA |
| ------------------------------------ | ------------------------- | ----------------- |
| Num                                  | Coureur                   | Pos               |
| 181                                  | Shane Archbold (NZL)      | AB                |
| 182                                  | Scott Thwaites (GBR)      | 64e               |
| 183                                  | Ralf Matzka (GER)         | AB                |
| 184                                  | Christoph Pfingsten (GER) | 121e              |
| 185                                  | Andreas Schillinger (GER) | 41e               |
| 186                                  | Michael Schwarzmann (GER) | AB                |
| 187                                  | Björn Thurau (GER)        | AB                |
| 188                                  | Paul Voss (GER)           | 40e               |
| Directeur sportif : Enrico Poitschke |                           |                   |

| Cofidis COF                        | Cofidis COF               | Cofidis COF |
| ---------------------------------- | ------------------------- | ----------- |
| Num                                | Coureur                   | Pos         |
| 191                                | Jonas Ahlstrand (SWE)     | NP          |
| 192                                | Gert Jõeäär (EST)         | AB          |
| 193                                | Cyril Lemoine (FRA)       | 124e        |
| 194                                | Adrien Petit (FRA)        | AB          |
| 195                                | Florian Sénéchal (FRA)    | 90e         |
| 196                                | Michael Van Staeyen (BEL) | AB          |
| 197                                | Clément Venturini (FRA)   | AB          |
| 198                                | Louis Verhelst (BEL)      | 128e        |
| Directeur sportif : Alain Deloeuil |                           |             |

| MTN-Qhubeka MTN                       | MTN-Qhubeka MTN                   | MTN-Qhubeka MTN |
| ------------------------------------- | --------------------------------- | --------------- |
| Num                                   | Coureur                           | Pos             |
| 201                                   | Matthew Brammeier (IRL)           | AB              |
| 202                                   | Matthew Goss (AUS)                | AB              |
| 203                                   | Gerald Ciolek (GER)               | AB              |
| 204                                   | Tyler Farrar (USA)                | 58e             |
| 205                                   | Reinardt Janse van Rensburg (RSA) | 67e             |
| 206                                   | Andreas Stauff (GER)              | AB              |
| 207                                   | Youcef Reguigui (ALG)             | AB              |
| 208                                   | Jay Robert Thomson (RSA)          | AB              |
| Directeur sportif : Michel Cornelisse |                                   |                 |

| Roompot Oranje Peloton ROP          | Roompot Oranje Peloton ROP | Roompot Oranje Peloton ROP |
| ----------------------------------- | -------------------------- | -------------------------- |
| Num                                 | Coureur                    | Pos                        |
| 211                                 | Berden de Vries (NED)      | 131e                       |
| 212                                 | Dylan Groenewegen (NED)    | AB                         |
| 213                                 | Johnny Hoogerland (NED)    | 70e                        |
| 214                                 | Tim Kerkhof (NED)          | 79e                        |
| 215                                 | Wesley Kreder (NED)        | 66e                        |
| 216                                 | Ivar Slik (NED)            | AB                         |
| 217                                 | Sjoerd van Ginneken (NED)  | 120e                       |
| 218                                 | Brian van Goethem (NED)    | 126e                       |
| Directeur sportif : Michael Boogerd |                            |                            |

| Europcar EUC                          | Europcar EUC              | Europcar EUC |
| ------------------------------------- | ------------------------- | ------------ |
| Num                                   | Coureur                   | Pos          |
| 221                                   | Giovanni Bernaudeau (FRA) | 74e          |
| 222                                   | Antoine Duchesne (CAN)    | 118e         |
| 223                                   | Jimmy Engoulvent (FRA)    | AB           |
| 224                                   | Yohann Gène (FRA)         | 85e          |
| 225                                   | Tony Hurel (FRA)          | 110e         |
| 226                                   | Vincent Jérôme (FRA)      | AB           |
| 227                                   | Yannick Martinez (FRA)    | AB           |
| 228                                   | Angélo Tulik (FRA)        | 114e         |
| Directeur sportif : Dominique Arnould |                           |              |

| Topsport Vlaanderen-Baloise TSV       | Topsport Vlaanderen-Baloise TSV | Topsport Vlaanderen-Baloise TSV |
| ------------------------------------- | ------------------------------- | ------------------------------- |
| Num                                   | Coureur                         | Pos                             |
| 231                                   | Bert Van Lerberghe (BEL)        | 107e                            |
| 232                                   | Oliver Naesen (BEL)             | 35e                             |
| 233                                   | Jarl Salomein (BEL)             | 75e                             |
| 234                                   | Edward Theuns (BEL)             | 91e                             |
| 235                                   | Preben Van Hecke (BEL)          | 108e                            |
| 236                                   | Gijs Van Hoecke (BEL)           | 104e                            |
| 237                                   | Pieter Vanspeybrouck (BEL)      | AB                              |
| 238                                   | Jelle Wallays (BEL)             | 106e                            |
| Directeur sportif : Walter Planckaert |                                 |                                 |

| Wanty-Groupe Gobert WGG                      | Wanty-Groupe Gobert WGG   | Wanty-Groupe Gobert WGG |
| -------------------------------------------- | ------------------------- | ----------------------- |
| Num                                          | Coureur                   | Pos                     |
| 241                                          | Frederik Backaert (BEL)   | 133e                    |
| 242                                          | Roy Jans (BEL)            | AB                      |
| 243                                          | Simone Antonini (ITA)     | AB                      |
| 244                                          | Björn Leukemans (BEL)     | 27e                     |
| 245                                          | Marco Marcato (ITA)       | 18e                     |
| 246                                          | Mirko Selvaggi (ITA)      | 76e                     |
| 247                                          | James Vanlandschoot (BEL) | 129e                    |
| 248                                          | Frederik Veuchelen (BEL)  | AB                      |
| Directeur sportif : Hilaire Van der Schueren |                           |                         |